# Alexandra Breckenridge
Alexandra Breckenridge (Bridgeport, Connecticut, 1982. május 15. –)  amerikai színésznő.

## Élete és pályafutása
Szerepelt a Minden hájjal megkent hazug és Micsoda srác ez a lány! című vígjátékokban. Több szereplőnek is kölcsönözte a hangját a Family Guy epizódjaiban. Ezt követően az Amerikai Horror Story 1. és 3. évadjában volt látható, majd a The Walking Dead-ben is játszott. 
Férje Casey Hooper, két gyerekük van.

## Filmográfia

### Film
| Év   | Magyar cím                  | Eredeti cím                             | Szerep                         | Magyar hang     |
| ---- | --------------------------- | --------------------------------------- | ------------------------------ | --------------- |
| 2002 | Narancsvidék                | Orange County                           | Anna (stáblistán nem szerepel) |                 |
| 2002 | Minden hájjal megkent hazug | Big Fat Liar                            | Janie Shepherd                 |                 |
| 2002 | Veszélyes kívánságok        | Wishcraft                               | Kristie                        | Simonyi Piroska |
| 2002 | Vámpírok klánja             | Vampire Clan                            | Charity Lynn Keesee            |                 |
| 2003 |                             | D.E.B.S. (rövidfilm)                    | Amy                            |                 |
| 2005 |                             | Rings (rövidfilm)                       | Vanessa                        |                 |
| 2006 | Micsoda srác ez a lány!     | She's the Man                           | Monique Valentine              |                 |
| 2008 |                             | The Art of Travel                       | Kate                           |                 |
| 2009 |                             | The Bridge to Nowhere                   | Sienna                         |                 |
| 2012 |                             | Ticket Out                              | Jocelyn                        |                 |
| 2014 |                             | Other People's Children                 | Ariel                          |                 |
| 2015 |                             | Always Watching: A Marble Hornets Story | Sara                           |                 |
| 2015 |                             | Dark                                    | Leah                           |                 |
| 2015 | Titkok hálójában            | Zipper                                  | Christy                        | Csondor Kata    |
| 2016 |                             | Broken Vows                             | Debra                          |                 |

### Televízió
| Év        | Magyar cím                               | Eredeti cím                                   | Szerep                         | Megjegyzések                                                                              |
| --------- | ---------------------------------------- | --------------------------------------------- | ------------------------------ | ----------------------------------------------------------------------------------------- |
| 1999      |                                          | Locust Valley                                 | Arden                          | tévéfilm                                                                                  |
| 2000      | Dawson és a haverok                      | Dawson's Creek                                | Kate Douglas                   | 1 epizód                                                                                  |
| 2000      | Különcök és stréberek                    | Freaks and Geeks                              | Shelly Weaver                  | 1 epizód                                                                                  |
| 2000      | Nemek harca                              | Opposite Sex                                  | Francise                       | 3 epizód                                                                                  |
| 2001–2002 |                                          | Undeclared                                    | Prim and Proper Girl / Celeste | 2 epizód                                                                                  |
| 2002      | Bűbájos boszorkák                        | Charmed                                       | Michelle Miglis                | 1 epizód                                                                                  |
| 2002      | Buffy, a vámpírok réme                   | Buffy the Vampire Slayer                      | Kit Holburn                    | 1 epizód                                                                                  |
| 2004      |                                          | Mystery Girl                                  | Katie Hill                     | rövidfilm                                                                                 |
| 2004      | CSI: A helyszínelők                      | CSI: Crime Scene Investigation                | Lisa "Cleopatra" Hunt          | 1 epizód                                                                                  |
| 2004      | JAG – Becsületbeli ügyek                 | JAG                                           | Pia Bonfilio                   | 1 epizód                                                                                  |
| 2005      |                                          | Murder Book                                   | Sarah                          | tévéfilm                                                                                  |
| 2005      | Romy és Michele – Micsoda spinék!        | Romy and Michele: In the Beginning            | Michele Weinberger             | - tévéfilm - magyar hangja: - Roatis Andrea                                               |
| 2005      | A médium                                 | Medium                                        | Isabel Galvan                  | 1 epizód                                                                                  |
| 2005      | Szex, hazugság, szerelem                 | Sex, Love & Secrets                           | Maddie Lyall                   | 1 epizód                                                                                  |
| 2005–2018 | Family Guy                               | Family Guy                                    | több szereplő hangja           | 64 epizód                                                                                 |
| 2006      | Amerikai fater                           | American Dad!                                 | lány (hangja)                  | 1 epizód                                                                                  |
| 2007      | Psych – Dilis detektívek                 | Psych                                         | Betty                          | 1 epizód                                                                                  |
| 2007–2008 | Dirt: A hetilap                          | Dirt                                          | Willa McPherson                | főszereplő                                                                                |
| 2008      |                                          | Seth MacFarlane's Cavalcade of Cartoon Comedy | Peach hercegnő (hangja)        | 2 epizód                                                                                  |
| 2008      |                                          | The Ex List                                   | Vivian                         | főszereplő                                                                                |
| 2010      | Pótfater                                 | Sons of Tucson                                | Gina                           | 2 epizód                                                                                  |
| 2010      | Derült égből család                      | Life Unexpected                               | Abby Cassidy                   | visszatérő szerep (5 epizód)                                                              |
| 2011      | Franklin és Bash                         | Franklin & Bash                               | Emily Claire                   | 1 epizód                                                                                  |
| 2011      | True Blood – Inni és élni hagyni         | True Blood                                    | Katerina Pelham                | 4 epizód                                                                                  |
| 2011      |                                          | Cooper and Stone                              | Jenna Cooper                   | tévéfilm                                                                                  |
| 2011      | Amerikai Horror Story: A gyilkos ház     | American Horror Story: Murder House           | Moira O'Hara fiatalon          | - visszatérő szerep (6 epizód) - magyar hangja: - Pálmai Anna                             |
| 2012      | Négy férfi, egy eset                     | Men at Work                                   | Katelyn                        | 1 epizód                                                                                  |
| 2013      | Mennyei tippek                           | Save Me                                       | Carly Brugano                  | főszereplő                                                                                |
| 2013      | Amerikai Horror Story: Boszorkányok      | American Horror Story: Coven                  | Kaylee Rowe                    | 2 epizód                                                                                  |
| 2014      |                                          | Rake                                          | Brooke Alexander               | 1 epizód                                                                                  |
| 2015      | A létezés határa                         | Extant                                        | Zoe Grant                      | 1 epizód                                                                                  |
| 2015–2016 | The Walking Dead                         | The Walking Dead                              | Jessie Anderson                | - 11 epizód - magyar hangja: - Zsigmond Tamara                                            |
| 2016      |                                          | Pure Genius                                   | Margot Byer                    | 1 epizód                                                                                  |
| 2017–2022 | Rólunk szól                              | This Is Us                                    | Sophie                         | - 35 epizód - visszatérő szerep (1. évad) - főszerep (2. évad) - vendégszerep (3-6. évad) |
| 2018      | Esküdt ellenségek: Különleges ügyosztály | Law & Order: Special Victims Unit             | Sarah Kent                     | 1 epizód                                                                                  |
| 2018      | Könyvesbolt karácsonyra                  | Christmas Around the Corner                   | Claire                         | tévéfilm                                                                                  |
| 2019–2024 | Virgin River                             | Virgin River                                  | Melinda Monroe                 | főszereplő és producer (6. évad)                                                          |
| 2020      | Szerelem rendelésre                      | Love in Store                                 | Terrie Carpenter               | tévéfilm                                                                                  |